# Boukhadra
Boukhadra (în arabă بوخضرة) este o comună din provincia Tébessa, Algeria.
Populația comunei este de 10.701 locuitori (2008).